# Diecezja janowska

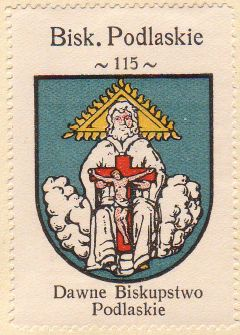
Herb Diecezji Podlaskiej

Diecezja janowska, (diecezja podlaska) – diecezja katolicka utworzona 30 czerwca 1818 na mocy bulli papieża Piusa VII Ex imposita Nobis w celu dostosowania granic kościelnych do granic województwa podlaskiego. 
Terytorium biskupstwa wyodrębniono w całości z diecezji lubelskiej, które przed rozbiorami należało do diecezji łuckiej, poznańskiej, krakowskiej i chełmskiej.
Stolicą diecezji był Janów Podlaski, obejmowała 118 parafii. Kościołem katedralnym była obecna Kolegiata Świętej Trójcy w Janowie Podlaskim.
Skasowana przez cesarza Aleksandra II w 1867 roku i włączona do diecezji lubelskiej. W 1880 papież Leon XIII zdecydował, że administratorem apostolskim diecezji janowskiej będzie każdorazowo biskup lubelski. W 1889 złączył jej terytorium z terytorium diecezji lubelskiej. Diecezja reaktywowana w 1918. Po przeniesieniu stolicy do Siedlec w 1924 (na wniosek biskupa) zmieniła nazwę na diecezja siedlecka.